# Titacide
Titacide (in greco antico: Τιτακίδαι?, Titakídai) era una località dell'antica Attica nelle vicinanze di Afidna. Nonostante Stefano di Bisanzio la ritenga un demo a sé stante della tribù Antiochide, John S. Traill afferma che si trattasse di una piccola località inglobata nel demo di Afidna, passata, insieme a questo, a Tirgonide e a Perride, dalla tribù Aiantide alla Tolemaide.
Verosimilmente in età romana Titacide fu elevato a demo e per questo era un demo spurio.